# Eugênio de Castro
Eugênio de Castro es un municipio brasileño situado en el estado de Río Grande del Sur. Tiene una población estimada, en 2024, de 2685 habitantes.
Ocupa una superficie de 417.82 km².